# الطلياني
الطلياني رواية للأديب التونسي شكري المبخوت صادرة عن دار التنوير وفازت بالجائزة العالمية للرواية العربية لعام 2015 وجائزة الكومار الذهبي.

## المضمون
تروي قصة قيادي سابق في الاتحاد العام للطلبة في  تونس يدعى عبد الناصر الطلياني وهو طالب حقوق من سكان العاصمة تونس والذي يتميز بوسامة إيطالية وتجمعه علاقة حب مع زميلته زينة التي يختلف معها اجتماعياً في حين يجمعهما هدف تثوير المجتمع وزينة طالبة فلسفة قادمة من قرية بربرية بالشمال الغربي والمتمردة لتأثرها بفكر بورقيبة الذي منح النساء حقوق تكاد تكون أفضل من الرجال، وتسرد الرواية أحداث مرحلة مهمة من تاريخ تونس مرت بها البلاد في السنوات الأخيرة من حكم بورقيبة وما تلاها وتتناول أحلام جيل نازعته طموحات وانتكاسات صراع الإسلاميين واليساريين ونظام سياسي ينهار.
وصرح الكاتب أن فكرة الرواية جاءته من أحداث ثورات الربيع العربي: "بعد سنتين من الثورة في تونس والمرحلة القريبة من تاريخ تونس شبيهة بمخاوفها وتقلّباتها وصراعاتها بما كان فترة الانتقال من عهد الزعيم بورقيبة إلى عهد زين العابدين بن علي إثر انقلاب 1987. وفيها بحبكاتها المتداخلة وشخوصها المتنامية التي تتفاوض مع واقعها بانضباطية هلامية لا تتنكر لماضيها ولا تلتزم به كل الالتزام. في الرواية محطات كثيرة جاذبة ومدهشة في ذبذباتها وتصويرها لمرحلة مهمة من تاريخ تونس في القرن العشرين 

## اقتباسات
- رغم كلّ شيء ثمّة أمْرٌ ما يربطهما أكثر من الزواج الذي ساقته الظّروف والصّدفة. حين تشرع شفتا الطلياني تمتصّان رضاب تلك القصبة المفكّرة وتجوس يداه في ملمسها اللّيّن، تصبح غصنًا أخضر غضًّا يتلوّى كلّما مسّتْه ريحُ الرّغبةِ
- هذه النّبتة الشّيطانيّة مذهلةٌ قُلَّبٌ لا تستقرّ على هيئة واحدة. يراها غصنًا جافًّا أو جذعًا يابسًا أحيانًا. وتكون أحيانًا أخرى عُودًا منوّرًا طيّبَ الرّيح يجدّد الحواسّ التي تبلّدت.
- ربّما كان ذلك بعض ما جعل طريقيهما يفترقان في أكثر الأيّام، ولكنّهما يلتقيان في لحظة لا يعرفان سرّها.
- واعترفت زينة بأنّ الطلياني يمكن أن تراه في لحظات غضبه كجحيم «دانتي» أو سقوط «أورفيوس».
- ولكنّها تراه في لحظات شهوته عاشقًا هنديًّا مستعدًّا للموت عشقًا. لقد كان شهوة موقوتة لا تعرف متى تنفجر ولا تترك في الجسد مكانًا لا تصله الحروق اللّذيذة أو الشّظايا القاتلة. [6]

## وصلات خارجية
- الموقع الرسمي للجائزة